# Варониан
Флавий Варониан (на латински: Flavius Varronianus; * 363 г.) е политик на Римската империя през 4 век.

## Биография
Той е син на римския император Йовиан и съпругата му Харито (Charito). Ражда се същата година, когато умира дядо му Варониан, който е comes на Панония. Когато император Юлиан Апостат умира, Йовиан става в Изтока новият император и по пътя за Запада (Рим) на 1 януари 364 г. номинира в Анкара новородения си син Варониан за консул заедно с него. Детето получава и титлата nobilissimus puer, което го определя за бъдещт цезар и наследник на трона. Йовиан умира на 17 февруари 364 г., с което се проваля основаването на нова династия. По-късно император Валент изглежда поръчва да му извадят едното око, за да не може да стане император.